# Melinna parumdentata
Melinna parumdentata är en ringmaskart som beskrevs av Ehlers 1887. Melinna parumdentata ingår i släktet Melinna och familjen Ampharetidae. Inga underarter finns listade i Catalogue of Life.